# Défense 4-3

Défense 4-3.

La défense 4-3 est un schéma tactique défensif au football américain. Il est nommé ainsi car il y a 4 linemens[Quoi ?] défensifs (deux defensive ends et deux defensive tackle nommé nose tackle) et 3 linebackers. Cette défense est l'une des plus utilisées dans la National Football League. 